# Hans-Peter Dürr
Hans-Peter Emil Dürr (Stuttgart, 7 de outubro de 1929 — Munique, 18 de maio de 2014) foi um físico alemão. Foi até 1997 diretor do Instituto Max Planck de Física (Werner-Heisenberg-Institut) em Munique.

## Vida
Dürr estudou física na Universidade de Stuttgart (Diplom 1953). Em seguida foi para a Universidade da Califórnia em Berkeley, onde obteve em 1956 um doutorado, orientado por Edward Teller.
De 1958 a 1976 trabalhou com Werner Heisenberg. Em 1962 foi professor visitante em Berkeley e Madras, ano em que obteve a habilitação na Universidade de Munique, com pesquisas em física nuclear, física de partículas e gravidade.

## Obras
- 1971 (Ed.): Quanten und Felder. Vieweg.
- 1982 (Ed.): Unified Theories of Elementary Particles. Springer.
- 1985–1993 (Eds.): Werner Heisenberg, Gesammelte Werke. 9 Bände, Piper und Springer.
- 1988: Das Netz des Physikers. Hanser.
  - De la Science à l’Éthique. Bibliothèque Albin Michel Sciences.
- 1989 (Ed.): Geist und Natur. Scherz.
- 1994: Respekt vor der Natur – Verantwortung für die Natur. Piper.
- 1995: Die Zukunft ist ein unbetretener Pfad. Herder.
  - (coautor): Zukünftige Energiepolitik. Economica.
  - (Eds.): Umweltverträgliches Wirtschaften. Agenda.
- 1997 (coautor): Gott, der Mensch und die Wissenschaft. Pattloch.
  - (Eds.): Rupert Sheldrake in der Diskussion. Scherz.
- 2000: Für eine zivile Gesellschaft. dtv.
  - (Eds.): Elemente des Lebens. Graue Edition.
- 2001 (coautor): Wir erleben mehr, als wir begreifen. Herder spektrum.
- 2002 (coautor, Eds.): What is Life? World Scientific Publ.
- 2003 (coautor, Eds.): Wirklichkeit, Wahrheit, Werte und die Wissenschaft. BWV.
- 2004: Auch die Wissenschaft spricht nur in Gleichnissen. Herder spektrum.
- 2008, com Raimon Panikkar: Liebe – Urquelle des Kosmos. Ein Gespräch über Naturwissenschaft und Religion. Herder Tb. 5965, Freiburg, ISBN 978-3-451-05965-0.
- 2009: Warum es ums Ganze geht – Neues Denken für eine Welt im Umbruch. oekom, ISBN 978-3-86581-173-8.
- 2010: Geist, Kosmos und Physik. Gedanken über die Einheit des Lebens. Crotona GmbH, ISBN 978-3-86191-003-9.
  - (Ed.): Physik und Transzendenz. Driediger.
- 2011: Das Lebendige lebendiger werden lassen. Wie uns neues Denken aus der Krise führt. oekom, München, ISBN 978-3-86581-269-8.